# Book of Divine Worship
Das Book of Divine Worship ist das grundlegende liturgische Buch der römisch-katholischen Pfarreien mit „Anglican Use“, die auf Grund der Pastoral Provision seit 1980 in den USA errichtet wurden. Es wurde von der Gottesdienstkongregation genehmigt und ist zu unterscheiden von den anglikanischen Liturgiebüchern „Book of Common Prayer“ und „Common Worship: Services and Prayers for the Church of England“. Zum ersten Adventssonntag 2015 wurde es abgelöst durch das offizielle Messbuch Divine Worship: The Missal und das Rituale Divine Worship – Occasional Services.